# Raidió Teilifís Éireann

Logotyp från 2014.

Raidió Teilifís Éireann (RTÉ, iriska för "Irländsk radiotelevision") är Irlands motsvarighet public servicebolag. Företaget producerar sändningar på både TV, radio och på Internet.
Radiotjänsten började den 1 januari 1926 medan TV-tjänsten påbörjades den 31 december 1961.
Aktiebolaget RTÉ ägs, precis som svenska motsvarigheterna Sveriges Television och Sveriges Radio, av en statsstyrd ägarstiftelse. RTÉ finansieras av TV-avgift som drivs in av statliga posten, An Post. Dock visar bolagets alla TV- och radiokanaler även vanlig kommersiell reklam, och detta under samma intervaller som till exempel svenska TV4.